# Aemona

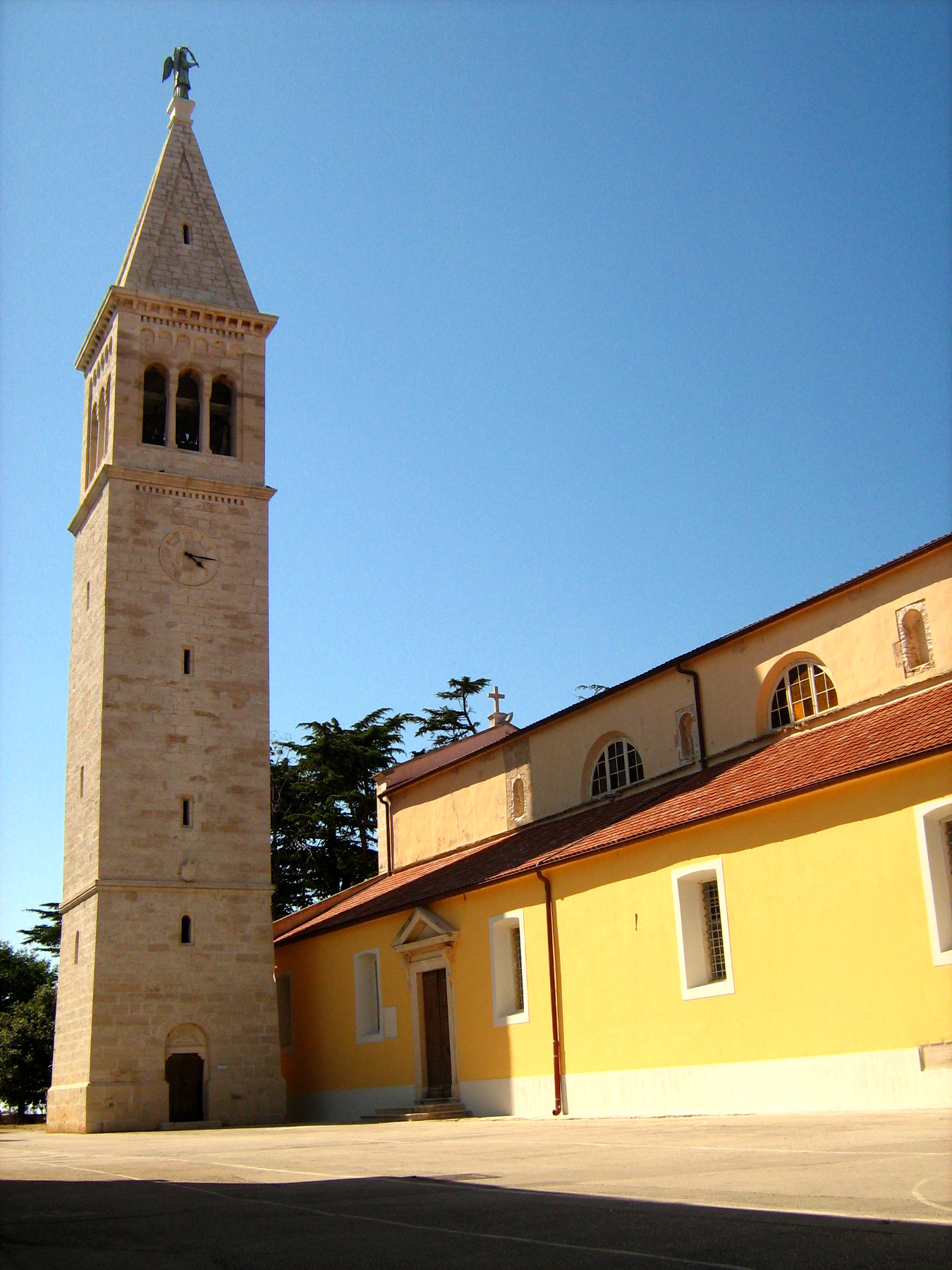
Kościół św. Pelagiusza – dawna katedra diecezjalna w Novigradzie

Aemona – tytularna stolica historycznej diecezji (dioecesis Aemonensis) w Istrii, erygowanej najpewniej w drugiej połowie IV wieku, a zniesionej w 520 n.e.
Już czasach antycznych przeniesiona na miasto Novigrad (łac. Civitatis Novae, wł. Cittanova) na półwyspie Istria, jako sufragania podległa arcybiskupstwu (metropolii) w Akwilei.
Obecnie katolickie biskupstwo tytularne ustanowione w 1969 przez papieża Pawła VI.

## Biskupi tytularni
| Lp. | Biskup                   | Funkcja                                      | Od               | Do                   |
| --- | ------------------------ | -------------------------------------------- | ---------------- | -------------------- |
| 1   | Ugo Poletti              | biskup pomocniczy diecezji rzymskiej         | 3 lipca 1969     | 5 marca 1973         |
| 2   | Maximino Romero de Lema  | sekretarz Kongregacji ds. Duchowieństwa      | 21 marca 1973    | 21 października 1996 |
| 3   | Leonardo Sandri          | nuncjusz apostolski urzędnik Kurii Rzymskiej | 22 lipca 1997    | 24 listopada 2007    |
| 4   | Beniamino Pizziol        | biskup pomocniczy Wenecji                    | 5 stycznia 2008  | 16 kwietnia 2011     |
| 5   | Lorenzo Leuzzi           | biskup pomocniczy diecezji rzymskiej         | 31 stycznia 2012 | 23 listopada 2017    |
| 6   | José Avelino Bettencourt | nuncjusz apostolski                          | 26 lutego 2018   |                      |